# Zbrodnia w Machnówku
Zbrodnia w Machnówku – zbrodnia popełniona na ukraińskich chłopach 11 marca 1945 roku w Machnówku przez oddział partyzancki UPA „Wowky” pod dowództwem Marjana Łukasewycza „Jahody”. Jej ofiarą padło 78 osób, zarówno członków miejscowego oddziału IB, jak i ich krewnych oraz osób w żaden sposób niepowiązanych z polskim i sowieckim aparatem terroru. 

## Przebieg wydarzeń
W ówczesnym czasie oddziały UPA na terenie współczesnej Polski zajmowały się walką z polskim i sowieckim aparatem represji, przeciwdziałaniem wysiedlaniu ludności ukraińskiej na teren USRR, jak i prowadziły szeroko zakrojone działania uderzające w Polaków. Działalność banderowskiej partyzantki jednakże uderzała też w samych Ukraińców, szczególnie tych niepopierających walki UPA, powiązanych z polskim i sowieckim aparatem represji, jak i często deklarujących chęć wyjazdu do USRR. Na zasadzie stosowania odpowiedzialności zbiorowej doszło 11 marca 1945 roku do tragicznych wydarzeń w Machnówku, stanowiącym bazę wypadową dla współpracującego z sowieckimi pogranicznikami oddziału IB. Zaledwie tydzień wcześniej, 4 marca partyzanci UPA zamordowali dwóch przypadkowo spotkanych Ukraińców w lesie pod Radkowem. Zginął wówczas Wasyl Muś, teść pracownika PUBP w Tomaszowie Lubelskim i niedoszły pracownik tamtejszej bezpieki Stepan Trofym. Do samego Machnówka upowcy weszli podstępem – część oddziału w sowieckich mundurach zaskoczyła członków IB, gdy Ci nie mogli podjąć już skutecznej obrony. Doszło do krótkiego starcia, w wyniku którego miejscowość została opanowana przez UPA, a banderowcy wyselekcjonowali spośród mieszkańców 76 mężczyzn (najprawdopodobniej wyłącznie narodowości ukraińskiej), których następnie zabito. Oprócz nich zginął także dowódca miejscowego IB i sowiecki pogranicznik. Spośród 78 ofiar ok. 30 z nich nie miało żadnego powiązania z polskim i sowieckim aparatem represji. Spalono także 40 budynków mieszkalnych, które należały do komunizujących Ukraińców. Według banderowców zbrodnia w Machnówku miała być odwetem za zbrodniczą działalność tamtejszych struktur IB, ale z dokumentów OUN-B wynika, że większość tych czynów została popełniona dopiero po ataku UPA z 11 marca 1945 r., a więc raczej były one odpowiedzią na działalność banderowskiej partyzantki, niżeli miałyby ją sprowokować. W wyniku odwetu spacyfikowano sąsiedni Korczmin, którego mieszkańcy mieli utrzymywać kontakt z UPA, choć podpalenia i rabunki odnotowano także w samym Machnówku. Wydarzenia te były ewenementem w działalności ukraińskiego podziemia na ziemiach dzisiejszej Polski w latach 1944-1947, jak i największą zbrodnią popełnioną na własnych rodakach z zastosowaniem odpowiedzialności zbiorowej. 
Mord znajduje potwierdzenie w kronice oddziału „Wowky”, w której napisano: W jednej chwili i ból, i nienawiść ściskają duszę każdego strzelca [...]. Własnymi rękoma musimy strzelać do swoich braci, zdrajców odurzonych komunizmem. 